# Avenue des Ternes
A Avenue des Ternes é uma via localizada no 17.º arrondissement de Paris, França.

## Localização e acesso
A Avenue des Ternes começa no cruzamento do 1, Place des Ternes e do 49, Avenue de Wagram. Termina ao nível do 59, Boulevard Gouvion-Saint-Cyr. Atravessa o Quartier des Ternes, daí o seu nome, dado em 23 de maio de 1863.
Ele continua além da Place de la Porte-des-Ternes (Place du Général-Kœnig) pela Avenue du Roule, denominada no território da cidade de Paris "Avenue de la Porte des Ternes".
Sua aparência foi profundamente modificada na década de 1950 com o alargamento da faixa de rodagem de automóveis, que passou de 16,5 para 22 metros de largura, em detrimento das calçadas.

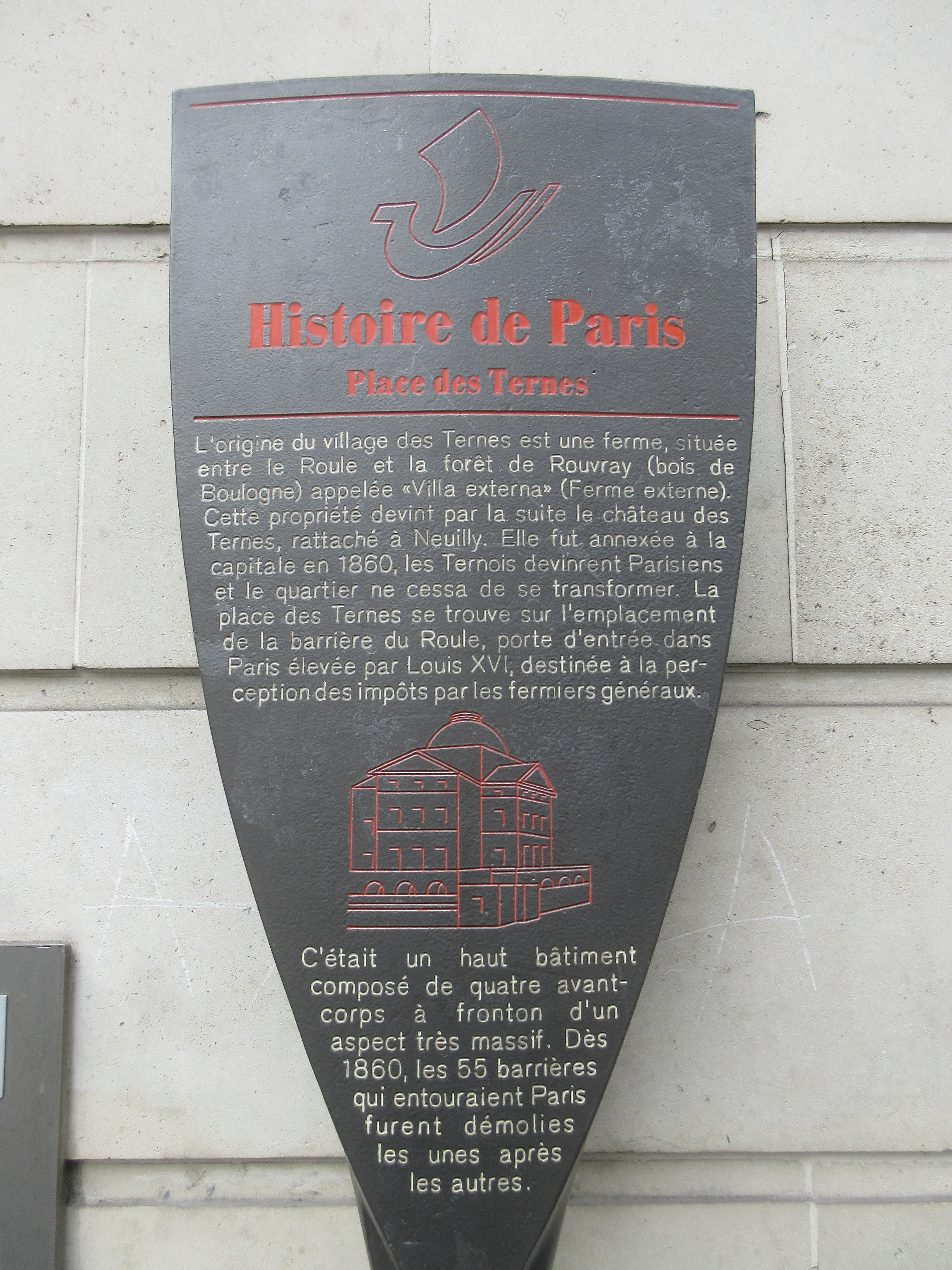
Painel da História de Paris
"Place des Ternes".

A avenida é servida pela linha de ônibus RATP 43 e, em sua extremidade leste, pela linha 2 do metrô na estação Ternes.

## Origem do nome
Ela leva esse nome porque era a rua principal que cruzava o antigo Povoado de Ternes.

## História
Inicialmente, era uma rota de Neuilly-sur-Seine que fazia parte da rota de Saint-Germain, também chamada de Vieille route de Neuilly ("Velha estrada de Neuilly") antes de tomar o nome, em 1793, de "Route da Montagne-du-Bon-Air".
Depois de ter feito parte da Estrada departamental nº 12, ela foi anexada a Paris em 1863, onde assumiu o nome atual.